# Куроки, Бен
Бен Куро́ки (англ. Ben Kuroki, яп. ベン 黒木; 16 мая 1917 — 1 сентября 2015) — американский военный лётчик японского происхождения. Единственный японец в ВВС США во время Второй мировой войны на Тихом океане.

## Биография
Родился и рос в штате Небраска. После атаки на Пёрл-Харбор в 1941 году его отец посоветовал ему и брату записаться в армию США.

## Вторая мировая
Выполнил 58 боевых вылетов, воевал над Европой и затем над Тихим океаном.
После службы в армии клерком и обучения на пилота, стал стрелком турели B-24 Liberator. Совершил около 30 вылетов, был легко ранен огнём ПВО. Участвовал в рискованном бомбардировочном рейде на нефтяные предприятия Румынии. Затем его самолёт потерпел катастрофу в Испанском Марокко, экипаж оказался захвачен испанцами, но возвращён американской стороне.
После агитационного турне по лагерям для интернированных японцев в США о нём написали газеты. Первая попытка перевестись на Тихий океан не удалась, но затем покровители Куроки добились исключения и японец стал воевать против японцев на B-29 Superfortress, который базировался на Тиниане. Был награждён летным крестом и медалями.

## После войны
Занимался общественной деятельностью, была написана и издана его биография. Получил степень по журналистике. Работал в газетах в нескольких штатах. Вышел на пенсию в середине 1980-х годов.

## Почести
Почётный доктор университета Небраски. В 2005 году награждён медалью «За выдающиеся заслуги», также имеет «Воздушную медаль». О нём снят документальный фильм.